# 酪农学园大学短期大学部
酪农学园大学短期大学部（日语：／ Rakunō Gakuen Daigaku Tanki Daigakubu *），简称酪短，是过去一所位于日本北海道江别市的私立短期大学。前身是北海道文理科短期大学（日语：／ Kokkaidō Bunrika Tanki Daigaku *）。

## 概要

### 简介
- 学校最早可以追溯到1933年[1][2]。短期大学为于1950年开办[2]、由学校法人酪农学园经营、教育的基础是新教。招生到2010年[3]、停办于2012年。为男女同校。

### 历史
- 1950年 酪农学园短期大学成立并同时设置一个学科即酪农科。
- 1951 业余课程酪农专修成立（但招生到于1953年、停办于1954年[4]）。
- 1962年 制造科成立[注 2][3]。
- 1985年 改校名为北海道文理科短期大学。教养学科成立[注 3][3]。
- 1990年 经营信息学科成立[注 3][3]。
- 1998年 改名为酪农学园大学短期大学部。酪农科改名为酪农学科[3]。
- 2010年 最后一年招生、次年停止招生。

## 学校环境
- 校区：在了北海道江别市[注 1]

## 历任校长
- 谷山弘行：最后短期大学校长[3]

## 组织

### 学科
- 酪农学科

### 前学科
| - 制造学科 - 教养学科 - 经营信息学科 |

### 专科
| - 没有 |

### 业余课程
| - 酪农专修 |

### 附属机关
| - 农场 |

## 知名校友
- 辻田沙织:女播音员

## 相关链接
- 日本短期大学列表